# Robert Gilruth
Robert Rowe Gilruth (8 octobre 1913 à Nashwauk, Minnesota, États-Unis - 17 août 2000 à Charlottesville, Virginie, États-Unis) est un pionnier américain de l'aéronautique et de l'astronautique. Il a travaillé essentiellement pour le National Advisory Committee for Aeronautics (NACA) puis la National Aeronautics and Space Administration (NASA).

## Biographie
De 1937 à 1958 Gilruth travaille pour le centre de recherche aéronautique américain de le National Advisory Committee for Aeronautics (NACA).
À la création de la NASA en 1958 qui hérite des sites de le NACA, Gilruth est nommé à la tête du Space Task Group, dont la mission est de mettre sur pied un programme spatial permettant d'envoyer un homme dans l'espace avant l'URSS.
Après l'échec de ce projet, Gilruth est à l'origine du projet du programme lunaire que le Président John F. Kennedy lancera sous le nom de programme Apollo. Gilruth devient le responsable d'un des trois principaux centres de la NASA impliqué dans le programme spatial habité américain : le Manned Spacecraft Center (MSC), rebaptisé par la suite Johnson Space Center chargé de concevoir et mettre au point les vaisseaux spatiaux des programmes Mercury, Gemini et Apollo. Il dirige le MSC jusqu'à 1972 et supervise à ce titre 25 vols spatiaux habités de Mercury-Redstone 3 à Apollo 15.